# Машиноведение
Машиноведение — наука, изучающая общие вопросы машиностроения. К сфере её исследований относятся: теория механизмов и машин, теория трения и проблемы износа деталей, дисциплины, изучающие свойства материалов, применяемых в машиностроении: сопротивление материалов, теория упругости, теория пластичности; вопросы надёжности и качества работы машин, вопросы рационального использования энергии и повышения производительности машин, проблемы автоматического управления.
В России основным научным учреждением в области машиноведения является Институт машиноведения имени А. А. Благонравова Российской Академии наук.